# بینز
بینز (انگلیسی: Binz) شرکت خودروسازی آلمانی است، که در سال ۱۹۳۶ تأسیس شد.